# Genusus
El Genusus era un riu d'Il·líria on Api Claudi Centó va establir les seves línies quan va lluitar contra Gentius, alhora que el cònsol Marc Emili Lèpid feia la guerra a Perseu de Macedònia l'any 168 aC, segons diu Titus Livi.
Juli Cèsar va creuar aquest riu quant volia unir-se a les divisions de Gneu Domici Calví a les fronteres de l'Epir i Tessàlia. El riu es va dir modernament Tjerma o Skumnbi i és proper a Elbasan (Albània).